# فيكي الفايكنج
فيكي الفايكنج (باليابانية: 小さなバイキング ビッケ)، هو مسلسل أنمي ياباني من إنتاج شركتي موشي برودكشن وزييو. تم عرض المسلسل لأول مره على تلفزيون فوجي في اليابان في 3 أبريل 1974 واستمر عرضه حتى 24 سبتمبر 1975. تم دبلجة المسلسل للعربية.

## أداء الأصوات
- موفق الأحمد
- ملك مرقدة
- محمود جركس
- محمد خير عليوي
- زكي كورديللو
- هدى ملحم
- نادرة ملص
- نسيمة ضاهر
- محمد فلفلة
- علي كريم
- أكرم التلاوي
- عبد السلام الطيب
- نبيل جعفر
- مازن لطفي
- عادل أبو حسون
- عبد الفتاح سكر

## روابط خارجية
- فيكي الفايكنج على موقع IMDb (الإنجليزية)
- فيكي الفايكنج على موقع فيلمافينيتي (الإسبانية)
- فيكي الفايكنج على موقع قاعدة بيانات الفيلم (الإنجليزية)
- فيكي الفايكنج على موقع ليتربوكسد (الإنجليزية)
- فيكي الفايكنج على موقع كينوبويسك (الروسية)
- فيكي الفايكنج على موقع ألو سيني (الفرنسية)
- فيكي الفايكنج على موقع قاعدة بيانات الفيلم (الإنجليزية)
- فيكي الفايكنج على موقع ANN anime (الإنجليزية)

(German)
- Wickie auf Großer Fahrt Film Homepage نسخة محفوظة 22 نوفمبر 2013 على موقع واي باك مشين.
- fernsehserien.de: Episodenführer

(Japanese)
- Official Homepage